# 比利亚雷斯德尔萨斯
比利亚雷斯德尔萨斯，是西班牙卡斯蒂利亚-拉曼恰昆卡省的一个市镇。总面积70平方公里，总人口654人（2001年），人口密度9人/平方公里。